# Punga, Buzău
Punga este un sat în comuna Cozieni din județul Buzău, Muntenia, România. Se află în zona Subcarpaților de Curbură.
Localitatea este un sat mic și izolat, care în 2002 avea doar 90 de locuitori, aflat la 8 km distanță de Cozieni, reședința comunei, singura localitate cu școală care deservește și satul Punga.